# Логическая ошибка (мини-сериал)
«Логическая ошибка» (кор. 시맨틱 에러 Шимэнтик Эро, Simaentik Ereo) — южнокорейский веб-сериал, снятый по одноимённой веб-новелле режиссёром Ким Су Чжон. В главных ролях Пак Со Хам и Пак Джэ Чан. Премьера состоялась на сервисе Watcha 16 февраля 2022 года. Версия сериала для кинотеатров «Логическая ошибка: Фильм» впервые была показана на 26-м Международном фестивале фантастических фильмов в Пучхоне и выпущена в коммерческий прокат в августе 2022 года.

## Синопсис
Чу Сан У — студент факультета компьютерных технологий. Для получения зачёта по одному из предметов Сан У пришлось работать над групповым проектом с настоящими бездельниками, которые не помогли ему с подготовкой к заданию. В итоге он убрал имена всех лентяев из финальной презентации и сообщил обо всём профессору.
Старшекурсник Чан Джэ Ён — настоящая звезда факультета дизайна. Он оказался в списке «халявщиков» и, получив «неуд» из-за поступка Сан У, остался в университете ещё на один год. Сначала Джэ Ён хотел попросить Сан У помочь уговорить профессора исправить оценку. Но, пообщавшись пару минут с упрямым и непоколебимым Сан У, он понял, что мирным путём недопонимание между ними не решить.

## В ролях

### Главная роль
- Пак Со Хам[англ.] — Чан Джэ Ён
- Пак Джэ Чан — Ча Сан У

### Роль второго плана
- Ким Но Джин — Рю Джи Хё влюблена в Ча Сан У
- Сон Джи О — Чхве Ю На лучшая подруга Чан Джэ Ёна
- Чха Джэ Хуе — друг Чан Джэ Ёна

### Приглашённые актёры
- Ли Кенюн — официант (5 эпизод)
- Ким Джонхен — посетитель (5 эпизод)
- Ким Се Хен  — посетитель (5 эпизод)
- Чон Мин Гю —  посетитель (5 эпизод)
- Рю Ги Сок —  посетитель (5 эпизод)

## Реакция
«Логическая ошибка» стала хитом Watcha, будучи самым просматриваемым сериалом на данном сервисе в течение трех недель. Также на 2-й неделе марта сериал возглавил тренды среди дорам всех стриминговых платформ Кореи, обогнав «Суд по делам несовершеннолетних» Netflix, «Двадцать пять двадцать один» tvN и др.
Во время показа сериала продажи оригинальной веб-новеллы выросли на 576 %, в то время как выручка от вебтуна — на 312 %.
Песни бой-бэнда Dongkiz, участником которого является Пак Джэ Чан, впервые попали в южнокорейские музыкальные чарты со времен своего дебюта в 2019 году. Новые фанаты также стали массово скупать их альбомы. СМИ прозвали это эффектом «Логической ошибки», связывая успех группы с популярностью сериала, в котором снялся Джэ Чан.
«Логическая ошибка» стал первым BL-сериалом, получившим большой успех в Южной Корее. Сериал стал социальным феноменом и познакомил широкую южнокорейскую аудиторию с жанром BL, что привело к росту производства южнокорейских дорам и фильмов в жанре BL. Сериал был включен в список лучших молодежных дорам 2022 года по версии журнала Teen Vogue.

## Награды и номинации
| Награда                          | Год  | Категория                               | Работа/Номинант                        | Результат | Ист.          |
| -------------------------------- | ---- | --------------------------------------- | -------------------------------------- | --------- | ------------- |
| APAN Star Awards                 | 2022 | Лучшая пара                             | Пак Джэ Чан и Пак Со Хам               | Победа    | [ 12 ]        |
| APAN Star Awards                 | 2022 | Популярная звезда (актёр)               | Пак Джэ Чан                            | Победа    | [ 12 ]        |
| APAN Star Awards                 | 2022 | Лучший новый актёр                      | Пак Со Хам                             | Номинация | [ 13 ]        |
| Телепремия «Голубой дракон»      | 2022 | Лучший новый актёр                      | Пак Джэ Чан и Пак Со Хам               | Номинация | [ 14 ] [ 15 ] |
| Телепремия «Голубой дракон»      | 2022 | Популярная звезда                       | Пак Джэ Чан и Пак Со Хам               | Победа    | [ 16 ]        |
| Brand of the Year Awards         | 2022 | Айдол-актёр года (мужчина)              | Пак Джэ Чан                            | Победа    | [ 18 ]        |
| Кинопремия «Большой колокол»     | 2022 | Daejong's Expected Award                | Ким Су Чжон (Логическая ошибка: Фильм) | Номинация | [ 19 ]        |
| Кинопремия «Большой колокол»     | 2022 | Награда «Новая волна» (актёр)           | Пак Джэ Чан                            | Победа    | [ 20 ]        |
| Korea Best Brand Awards          | 2023 | Лучший актёр/артист дорам               | Пак Со Хам                             | Победа    | [ 22 ]        |
| Seoul International Drama Awards | 2022 | Выдающийся K-Pop айдол                  | Пак Джэ Чан                            | Номинация | [ 23 ]        |
| Seoul International Drama Awards | 2022 | Выдающийся корейский актёр              | Пак Джэ Чан                            | Номинация | [ 23 ]        |
| Seoul International Drama Awards | 2022 | Выдающийся корейский актёр              | Пак Со Хам                             | Номинация | [ 23 ]        |
| Seoul International Drama Awards | 2022 | Выдающийся корейский саундтрек к дораме | Coldin («Romantic Devil»)              | Номинация | [ 23 ]        |

## Комментарии
1. ↑  Премия "Бренд года", учрежденная в 2003 году, представляет собой церемонию награждения, основанную на общенациональных опросах, проводимых Корейским комитетом по потребительским брендам и организованную Корейским форумом потребителей.[17]
2. ↑  Hosted by The JoongAng and Forbes Korea, the Korea Best Brand Awards bases its winners on the best brands selected by the market and consumers.[21]